# Mitostoma denticulatum
Espèce
Synonymes
- Nemastoma denticulatum Koch & Berendt, 1854
- Nemastoma succineum Roewer, 1939

Mitostoma denticulatum est une espèce fossile d'opilions dyspnois de la famille des Nemastomatidae.

## Distribution
Cette espèce a été découverte dans de l'ambre de la mer Baltique en Russie et en Pologne. Elle date du Paléogène.

## Systématique et taxinomie
Cette espèce a été décrite sous le protonyme Nemastoma denticulatum par Koch et Berendt en 1854. Elle est placée dans le genre Mitostoma par Staręga en 1976.
Nemastoma succineum a été placée en synonymie par Staręga en 2002.

## Publication originale
- Koch & Berendt, 1854 : « Die im Bernstein befindlichen Crustaceen, Myriapoden, Arachniden und Apteren der Vorwelt. » Die in Berstein befindlichen Organischen Reste der Vorwelt, Berlin, vol. 1, no 2, p. 1-124.